# Abele spelen
Pour les articles homonymes, voir Abele (homonymie).

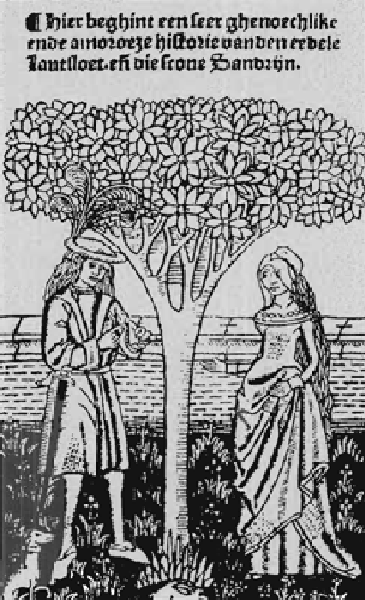
Lanseloet et Sandrijn, sur le frontispice d'une édition du jeu Lanseloet van Denemerken, publié par Govert van Ghemen à Gouda entre 1486 et 1492.

Les abele spelen, sont des jeux sérieux, artistiques, décents ou habiles, qui constituent les plus anciennes pièces profanes en moyen-néerlandais qui nous soient connues.

## LesAbele spelen
Le terme « abel » signifie « noble » (ou « courtois ») et doit être compris comme le contraire de « religieux ».  Selon une autre thèse, le terme « abel » serait dérivé du mot latin « habilis » (ce qui signifie habile, ingénieux, astucieux) et aurait été employé pour distinguer ce genre de jeux des « sotternies » burlesques figurant dans le même manuscrit.
Quatre petits drames complets de la seconde moitié du XIVe siècle, dont les auteurs demeurent dans l'anonymat, sont copiés dans le précieux manuscrit Van Hulthem, daté vers 1410 et conservé à la Bibliothèque royale de Belgique (ms. 15.589-623),.  Ces pièces constituent le plus ancien exemple de théâtre profane conservé en Europe. 
Il s'agit de :
- Esmoreit (Esmorée[5], 1 018 lignes)[6] ;
- Gloriant (Gloriant, 1 142 lignes)[7] ;
- Lanseloet van Denemerken (Lancelot de Danemark[5], 952 lignes)[8] ;
- Vanden Winter ende vanden Somer (L'Hiver et l'Été[5], 625 lignes)[9],[1].

Dans le prologue de chaque jeu est mentionné le contenu.  Les personnages sont soit très bons, soit très mauvais : Robbrecht, l'oncle d’Esmoreit, et Floerant, de Gloriant sont des traîtres ; la mère de Lanseloet est une femme hargneuse, mais Esmoreit et Damiet, Sandrijn et le chevalier sont de bons caractères.  Dans les trois jeux, la fierté de la noblesse, la foi et l'amour figurent au premier plan.  Les quatre pièces traitent du thème de l'amour dans le style de l'amour courtois.  Les couples amoureux portés sur la scène sont respectivement Esmoreit et Damiët, Gloriant et Florentijn, Lanseloet et Sanderijn, et la paire allégorique Winter (Hiver) et Somer (Été).  La structure des morceaux est assez simple.
Les pièces ont sans doute été représentées sous les combles d'une auberge, sur un « solre », c'est-à-dire une « beun » ou un plancher en bois surélevé, sur lequel on monte ou descend en prenant le « graet » (l'escalier), sur une partie duquel les spectateurs prennent place.
Un jeu « abel » est suivi d'une « sotternie » (sorte de farce), annoncée lors de la représentation du jeu sérieux par un discours invitant les spectateurs à ne pas sortir de la salle pour ne pas manquer la sottie.  Les jeux étant « nobles », le même thème est repris sous une forme plus populiste et plus explicite dans cette farce.
Les « sotternies », qui forment une paire avec les jeux sérieux, sont :
- Lippijn (Lippijn, 199 lignes[11]) (accompagne Esmoreit)
- De Buskenblaser (Le Souffleur de boîte[12], 208 lignes[13]) (accompagne Gloriant)
- Die Hexe (La Sorcière[5], 112 lignes[14]) (accompagne Lanseloet van Denemerken)
- Rubben (Rubben, 245 lignes[15]) (accompagne Vanden Winter ende vanden Somer)
- Truwanten (Truands[5], 196 lignes[16], pièce incomplète)
- Drie daghe here (Maître pendant trois jours[5], 405 lignes[17], pièce incomplète)

Comme le manuscrit contient six « sotternies », il a été avancé qu'il y avait eu autant de jeux sérieux, dont deux seraient perdus.
Des éléments linguistiques et quelques données géographiques indiquent un lieu de provenance assez oriental (notamment Brabant ou Limbourg).
Les textes sont destinés à un public mixte de pauvres et de riches (« arme ende rike »), de seigneurs et de dames, et de hommes et de femmes (« heren vrouwen wijf ende man »), mais la seule mention d'une représentation à une époque précoce porte sur celle du 14 mars 1412 à Aix-la-Chapelle par les compagnons de Diest, qui y jouent un « jeu de Lancelot », sans doute le jeu sérieux.  Certaines données textuelles impliquent un public assis ; d'autres éléments semblent indiquer que les représentations ont eu lieu à l'intérieur, contrairement à ce qui avait été le cas jusque-là pour ce qui concerne la scène.
Des jeux sérieux, Lanseloet van Denemerken est le plus connu.  Siècle après siècle, on l'a mis en scène, adapté et publié, jusqu'à l'époque contemporaine.  Il en existe plusieurs versions, dont la dernière est découverte en 1999.  Outre dans le manuscrit bruxellois, le jeu Lanseloet van Denemerken est conservé dans l'incunable de Gouda, imprimé entre 1486 et 1492.  Le seul exemplaire connu de cet ouvrage a été perdu pendant la Seconde Guerre mondiale, mais on en avait fait une édition en fac-similé en 1902.  Au début du XVIIIe siècle, la pièce a été jouée au village zélandais 's-Gravenpolder ;  dans les archives locales, on conserve d'ailleurs les textes employés par les acteurs distincts.

## Apparat savant

### Sources
- (nl) Cet article est partiellement ou en totalité issu de l’article de Wikipédia en néerlandais intitulé « Abele spelen » (voir la liste des auteurs).